# Resistencia Aria Blanca
La Resistencia Aria Blanca (White Aryan Resistence en inglés, acotado comúnmente como WAR) es una organización neonazi supremacista en los Estados Unidos fundada y dirigida por el ex Gran Dragón del Ku Klux Klan Tom Metzger. Tiene su sede en Warsaw, Indiana y estar registrada como una "empresa". Tiene puntos de vista que se describen a sí mismos como racistas, como se ve en las secciones de su sitio web "Bromas racistas" y "Videos racistas" y en el lema de su periódico The Insurgent: "el periódico más racista del mundo". WAR usa el lema "La revolución blanca es la única solución".

## Historia
El primer grupo de Metzger fue conocido como la Hermandad Blanca, que dirigió a mediados de la década de 1970 hasta que se unió a los Caballeros del Ku Klux Klan de David Duke en 1975. En 1979 se había convertido en Gran Dragón del reino de California. Durante estos años, el "reino de California" realizó patrullas fronterizas no oficiales en la frontera mexicana.
En Oceanside, California, en la primavera de 1980, un incidente involucró a 30 miembros de este escuadrón y dejó siete personas heridas. En el verano de 1980, Metzger dejó la organización nacional y fundó sus propios Caballeros del Ku Klux Klan de California. El grupo continuó hostigando a los hispanos, los estadounidenses de origen chino y los ciudadanos vietnamitas.
Desde 1980 hasta fines de 1982, Metzger dirigió a los Caballeros de California, durante el mismo período, también se desempeñó en cargos electorales. En 1982 dejó el Klan para fundar un nuevo grupo, la Asociación Política Estadounidense Blanca, un grupo que se dedicó a promover candidatos "pro blancos" para cargos públicos. Después de perder las primarias demócratas del Senado de California de 1982, Metzger abandonó la ruta electoral y renombró WAPA (White American Resistance) en 1983 y luego la renombró White Aryan Resistance, para reflejar una postura más "revolucionaria".
A fines de la década de 1980, Tom Metzger comenzó a transmitir Race and Reason, un programa de televisión por cable de acceso público, transmitiendo propaganda de WAR y entrevistando a otros neonazis. El programa causó mucha controversia y entre sus invitados se encontraban oradores contra el aborto, negadores del Holocausto y abogados a favor de la segregación.Los miembros de WAR ganaron atención a través de apariciones en programas de entrevistas a fines de la década de 1980.
En 1988, Metzger grabó este mensaje en la grabadora de "WAR Hotline",
Se ha comunicado con la línea directa de WAR. Resistencia Aria Blanca. Preguntas: ¿Qué es WAR? Somos un movimiento abiertamente racista y blanco. Skinheads, les damos la bienvenida a nuestras filas. El gobierno federal es el enemigo número uno de nuestra raza. ¿Cuándo fue la última vez que escuchó a un político hablar a favor de los blancos?... Dices que el gobierno es demasiado grande; no podemos organizarnos. Bueno, por Dios, las SS lo hicieron en Alemania, y si lo hicieron en Alemania en los años treinta, podemos hacerlo aquí mismo, en las calles de América. Necesitamos limpiar esta nación de todas las razas de barro no blancas para la supervivencia de nuestro pueblo. propia gente y las generaciones de nuestros hijos.
El 5 de noviembre del 2019, fue condenado a 40 años de prisión Nicholas Christopher Grassia III, miembro de la WAR oriundo de Knoxville, esto por haber atacado a una mujer el año pasado y la portación de un arma sin registrar.

### Asesinato de Mulugeta Seraw y procesamiento civil de los Metzger
El 13 de noviembre de 1988, tres supremacistas arios blancos que eran miembros del East Side White Pride, que supuestamente tenía vínculos con WAR, mataron a golpes a Mulugeta Seraw, un etíope que se había mudado a los Estados Unidos para asistir a la universidad.
En octubre de 1990, el Southern Poverty Law Center ganó un caso civil en nombre de la familia del fallecido contra Tom y John Metzger y WAR, por un total de US $12,5 millones de dólares. Los Metzger no tenían el dinero, por lo que la familia Seraw solo recibió activos de la casa de 125.000 dólares de los Metzger y algunos miles de dólares. Los Metzger se declararon en quiebra, pero WAR continuó operando. WAR siguió publicando un periódico a pesar del veredicto. Metzger lanzó un sitio web en 1997 y tenía un programa de radio por Internet. El costo del juicio, en cientos de miles de dólares, según Morris Dees, fundador del SPLC, fue absorbido por el SPLC y la Liga Anti-Difamación, según Morris Dees.

### Amenazas contra las tiendas de videos por parte de un miembro de WAR
La WAR fue mencionado en la prensa cuando se reveló que uno de sus miembros amenazó a las tiendas de videos en Rhode Island porque alquilaban Jungle Fever. En 1994, Richard Campos, un simpatizante de WAR, fue declarado culpable de complots de atentados con motivos raciales. Se hicieron llamamientos en los que se decía que los atentados fueron perpetrados por una organización denominada Frente Ario de Liberación, de la cual Campos era el único miembro. A principios de 1995, Campos fue condenado a la pena máxima de 17 años de prisión.